# Thripadectes flammulatus
El trepamusgos flamulado (en Ecuador y Perú) (Thripadectes flammulatus), también denominado hojarasquero grande o rayado (en Colombia) o trepapalo rojizo (en Venezuela), es una especie de ave paseriforme de la familia Furnariidae propia del noroeste de América del Sur.

## Distribución y hábitat
Se distribuye de forma fragmentada por los Andes desde el oeste de Venezuela, por Colombia, Ecuador hasta el extremo noroccidental de Perú.
Esta especie es considerada rara en su hábitat natural, el sotobosque de bosques húmedos subtropicales de alta montaña, en altitudes entre 2000 y 3500 m.

## Sistemática

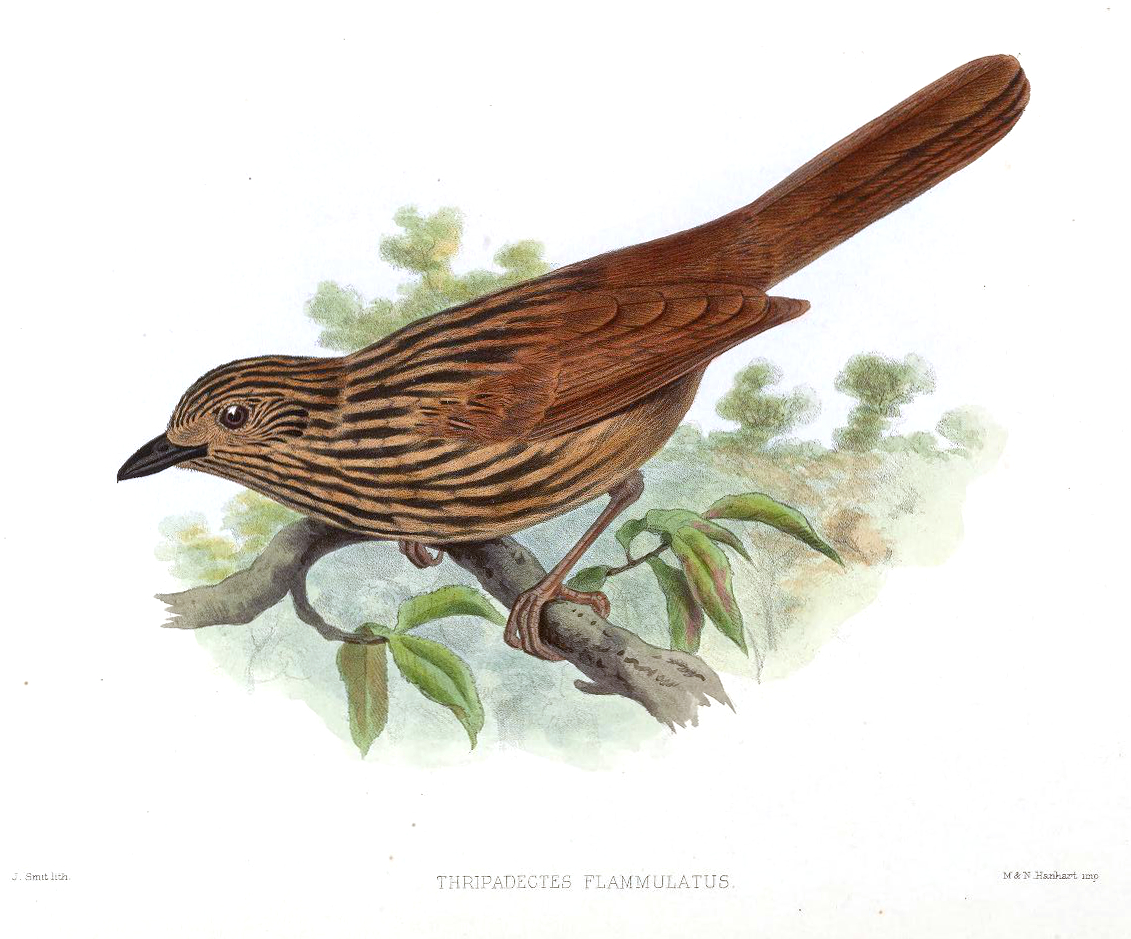
Thripadectes flammulatus, ilustración de Joseph Smit en Exotic ornithology: containing figures and descriptions of new or rare species of American birds, 1869.

### Descripción original
La especie T. flammulatus fue descrita por primera vez por el naturalista británico Thomas Campbell Eyton en 1849 bajo el nombre científico «Anabates flammulatus»; su localidad tipo es: «Nueva Granada = “Bogotá”, Colombia».

### Etimología
El nombre genérico masculino «Thripadectes» deriva del griego «thrips, thripos»: carcoma, polilla de la madera, y «dēktēs»: picoteador; significando «que picotea la polilla de la madera»; y el nombre de la especie «flammulatus», proviene del latín moderno: con listas como llamas, rojizo.

### Taxonomía
Los datos genéticos indican que la presente especie es hermana de Thripadectes scrutator –con quien a veces ha sido considerada conespecífica– y el par formado por ambas es hermano de T. ignobilis.

### Subespecies
Según las clasificaciones del Congreso Ornitológico Internacional (IOC) y Clements Checklist v.2018, se reconocen dos subespecies, con su correspondiente distribución geográfica:
- Thripadectes flammulatus bricenoi Berlepsch, 1907 – Andes del oeste de Venezuela (Mérida).
- Thripadectes flammulatus flammulatus (Eyton, 1849) – Sierra Nevada de Santa Marta (noreste de Colombia) y Andes del suroeste de Venezuela (Táchira), Colombia (Andes occidentales desde Antioquia hacia el sur hasta Cauca, Andes centrales, Andes orientales desde Norte de Santander al sur hasta Cundinamarca), Ecuador (pero en la pendiente occidental solamente hasta Azuay) y extremo norte de Perú (Piura, Cajamarca).